# 路虫麻呂
路 虫麻呂（みち の むしまろ、生没年不詳）は、奈良時代の貴族。姓は真人。官位は従五位上・大蔵少輔。藤原武良自・継縄・乙縄の外祖父。

## 経歴
聖武朝の神亀3年（726年）正月、阿倍粳虫・大宅広麻呂・粟田馬養・田口家主・紀宇美らとともに正六位上から従五位下に昇叙する。その後、位階はそのままで内蔵頭を経て、天平10年（738年）閏7月に大蔵大輔小田王の大蔵少輔に就任している。
以後の経歴は見えぬが、藤原良因（武良自）・継縄・乙縄の母は従五位上の虫麿の娘であり、虫麻呂は藤原豊成の妻の父親にあたる。

## 官歴
『続日本紀』による。
- 時期不詳：正六位上
- 神亀3年（726年）正月21日：従五位下
- 天平5年（733年） 12月27日：内蔵頭
- 天平10年（738年） 閏7月7日：大蔵少輔
- 時期不詳：従五位上